# Dvanajststrana antiprizma
| Uniformna dvanajststrana antiprizma | Uniformna dvanajststrana antiprizma                 |
| ----------------------------------- | --------------------------------------------------- |
|                                     |                                                     |
| Vrsta                               | prizmatični uniformni polieder                      |
| Elementi                            | F = 26, E = 48, V =24 ({\displaystyle \chi \,} = 2) |
| Stranske ploskve na stranico        | 24{3} + 2{12}                                       |
| Schläflijev simbol                  | s{2,11}                                             |
| Wythoffov simbol                    | \| 2 2 12 2\|2 24                                   |
| Coxeter-Dinkinov diagram            |                                                     |
| Simetrijska grupa                   | D12d, [2+,24], (2*12), red 48                       |
| Sklici                              | U77(j)                                              |
| Vrtilna grupa                       | D12, [12,2]+, (12.2.2), red 24                      |
| Dualni polieder                     | dvanajststrani trapezoeder                          |
| Značilnosti                         | konveksna                                           |
| Slika oglišč 3.3.3.12               |                                                     |

Dvanajststrana antiprizma je v geometriji deseta v neskončni množici antiprizem s sodim številom trikotniških stranskih ploskev zaprtih z dvema pravilnima mnogokotnikoma. Sestavljena je iz dveh dvanajstkotnikov, ki sta povezana med seboj z obročem štiriindvajsetih trikotnikov. Tako ima skupaj 26 stranskih ploskev.
Kadar so vse stranske ploskve pravilne, je to polpravilni polieder.